# Беломорский район (Архангельская область)
Беломорский район — административно-территориальная единица в составе Архангельской области, существовавшая в 1940—1958 годах. Центр — Уна (1940—1943), Пертоминск (1943—1958).
Район был образован в 1940 году. В его состав вошли 14 сельсоветов:
- из Онежского района: Кяндский, Лямицкий, Нижмозерский, Пурнемский, Пушлахотский и Тамицкий;
- из Приморского района: Дураковский, Красногорский, Летнезолотницкий, Лопшеньгский, Нёнокский, Солзенский, Унский и Яреньгский.

В 1941 году Дураковский сельский совет был переименован в Летне-Наволоцкий.
В 1943 году центр района был перенесён в Пертоминск.
В 1958 году Беломорский район был упразднён. Территория Кяндского, Лямецкого, Нижмозерского, Пурнемского и Тамицкого сельсоветов отошла к Онежскому району, а территория Красногорского, Летнезолотницкого, Летненаволоцкого, Лопшеньгского, Нёнокского, Пушлахотского, Солзенского, Унского и Яреньгского сельсоветов — к Приморскому району Архангельской области.